# Степаненко Олег Олексійович
Олег Олексійович Степаненко (нар. 22 липня 2004) — український футболіст, півзахисник юнацької команди «Маріуполя».

## Життєпис
У ДЮФЛУ з 2017 по 2021 рік виступав за «Олімпія-Азовсталь» (Маріуполь) та «Маріуполь».
На початку липня 2020 року переведений до юнацької команди «Маріуполя», де здебільшого й виступав. У футболці «Маріуполя» дебютував 18 вересня 2021 року в програному (0:5) домашньому поєдинку 8-го туру Прем'єр-ліги України проти донецького «Шахтаря». Олег вийшов на поле на 61-ій хвилині, замінивши Олега Козішкурта.